# Oemor
Oemor was gedurende veertig dagen in 766 kan van Bulgarije en behoorde tot de Vokil-dynastie.

## Context
Oemor was een van de vier kans van Bulgarije tussen 765 en 768. Onder de Bulgaarse adel bestonden twee strekkingen, een groep die voor de verderzetting van de Byzantijns-Bulgaarse oorlogen was en een groep die koos voor vrede. De kan die voor vrede koos moest meestal het onderspit delven. De Byzantijnse bronnen geven aan dat toen zijn voorganger Sabin van Bulgarije naar Constantinopel vluchtte, hij het land aan Oemor heeft toevertrouwd, maar geven geen details over zijn korte regeerperiode of lot. Sommige geleerden speculeren dat hij net als zijn voorganger in diskrediet raakte en dat hij mogelijk ook naar het Byzantijnse rijk vluchtte.